# Tapp (varumärke)
.

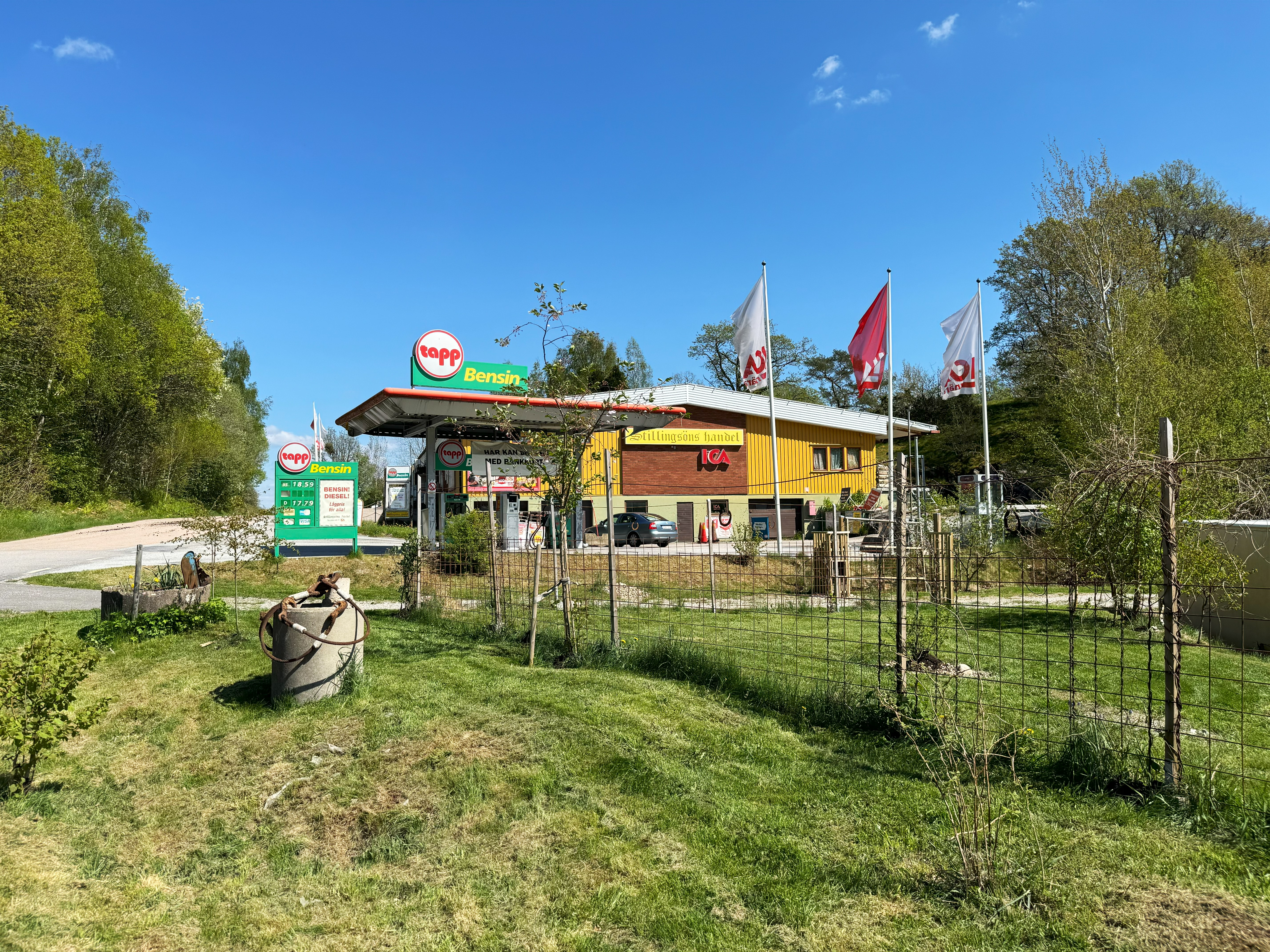
Tapp Bensin vid ICA Nära Stillingsöns Handel på Orust, cirka en kilometer från Stillingsöns hamn

Tapp var ett varumärke för fordonsbränsle i Sverige, vilket var knutet till Ica.
Lanthandlare anslutna till Ica-rörelsen började sälja bensin i bensinpumpar vid sina butiker under varumärket Tapp från 1976.
Den första Tapp-bensinmacken öppnades i april 1976 i Brattås på Orust av Ica-handlaren Rune Carlsson, innehavare av lanthandeln C A Carlsson kommanditbolag. Han hade själv föreslagit varumärkesnamnet till Eol i Göteborg. 
År 1996 sålde 150 Ica-butiker bensin under varumärket Tapp. År 2008 var de 53. Efter 2009 upphörde varumärket att användas för bensinförsäljning. Ica bildade i december 2009 ett gemensamt försäljningsbolag med Statoil.